# Carmen de Apicalá
Carmen de Apicalá è un comune della Colombia facente parte del dipartimento di Tolima.
L'abitato venne fondato da un gruppo di coloni nel 1828, mentre l'istituzione del comune è del 13 ottobre 1887.